# Cystopteris pseudoregia
Cystopteris pseudoregia là một loài dương xỉ trong họ Cystopteridaceae. Loài này được Rivas Mart. mô tả khoa học đầu tiên năm 2002.
Danh pháp khoa học của loài này chưa được làm sáng tỏ. 